# عبد الله الدويش
الشاعر عبد الله عبد العزيز الدويش شاعر نبطي ومن رواد فن الزهيري الموال.
ولد في عام 1919م في حي القبلة - الكويت
شاعر شعبي يكتب الشعر النبطي والزهيريات والموال ولم يتجه لكتابة الأغنية الا أن بعض قصائده أقبل عليها بعض الملحنين والمطربين ومن بينهم الفنان محمد عبده الذي غنى له أغنية «اللي يبينا» وهي من ألحان الفنان يوسف المهنا ومطلع القصيدة بيت للشاعرة نورة الحوشان اذ يقول:
ثم جاء الشاعرالدويش وأكمل القصيدة.
كما قام بعض المطربين الكويتيين بغناء بعض قصائده مثل الفنانة عايشة المرطة التي غنت له أغنية «يا دمعة تجري على خدي همايلها» كما غنى له كل من عبد المحسن المهنا ومصطفى أحمد وغريد الشاطئوآخرين.
وقد مارس ابداعاته في مجال الشعر النبطي والزهيريات والموال كما كان من مؤسسي جمعية الفنانين الكويتيين و رابطة الأدباء في الكويت وكان يشغل منصب أمين الصندوق في كليهما معا وأول زهيرية كتبها كانت في عام 1937م على الرغم من بعض المحاولات باللغة العربية الفصحى وكانت قصائده معبرة عن هموم ومشاكل المجتمع.

## دراسته
درس في بداية حياته في مدرسة محمد صالح العجيري، ثم انتقل إلى مدرسة المباركية، واتم دراسته فيها حسب المنهج الخاص آنذاك.

## عمله
- زاول مهنه الغوص والسفر، فلعب البحر دورأ كبيرأ في حياته وشعره.
- بعد الغوص اتجه إلى الاشتغال على السفن التجارية الكويتية (الأبوام) المتنقلة بين الكويت ومواني الخليج العربي والهند وشرق أفريقيا.
- عمل موظفاً بإدارة بلدية الكويت منذ عام 1950 م حتى تقاعده.
- تفرغ للبحث والتأليف في المجال الشعري النبطي وفي مجال الزهيري الموال.

## مؤلفاته
1. ديوان (عبد الله عبد العزيز الدويش) صدر عام 1968م عن مطبعة حكومة الكويت - الجزء الأول
2. ديوان (الزهيري) مجموعة من المواويل المشهورة - صدر عام 1971م.
3. ديوان (حمود ناصر البدر) صدر عام 1973م
4. كتاب (من أعلام شعراء النبط) جمع في الجزء الأول منه 66 اسماً لأشهر شعراء النبط، وفي الجزء الثاني جمع 65 اسماً لأعلام آخرين من شعراء النبط في الجزيرة العربية والخليج.
5. كتاب (الفن والسامري).

## وصلات خارجية
زهريات عبد الله الدويش على اليوتيوب
موقع عبد الله الدويش الرسمي